# Petros Noeas
Petros Noeas (in greco Πέτρος Νοέας?; Calamata, 20 giugno 1987) è un cestista greco.

## Carriera
Con la Grecia under 26 ha disputato i Giochi del Mediterraneo di Pescara 2009.